# Rupert Keegan
Rupert Keegan, britanski dirkač Formule 1, * 26. februar 1955, Westcliff-on-Sea, Essex, Anglija, Združeno kraljestvo, † 23. september 2024, Portoferraio, otok Elba, Italija.
Rupert Keegan je bil britanski dirkač Formule 1. Debitiral je v sezoni 1977, ko je bil nekajkrat blizu uvrstitve v točke s sedmim mestom na Veliki nagradi Avstrije, kar je njegova najboljša uvrstitev kariere, osmim mestom na Veliki nagradi ZDA in devetim mestom na Veliki nagradi Italije. V sezoni 1978 je dosegel le eno uvrstitev, enajsto mesto na Veliki nagradi Španije. Po letu premora se je vrnil v drugi polovici sezone 1980, ko je dosegel tudi deveto mesto na Veliki nagradi ZDA. Po ponovnem letu premora se je vrnil na zadnjo tretjino sezone 1982, ko je dosegel le eno uvrstitev na dvanajsto mesto, po koncu sezone pa se je upokojil.

## Popolni rezultati Formule 1
(legenda) (odebeljene dirke pomenijo najboljši štartni položaj, poševne pa najhitrejši krog, †-uvrščen kljub odstopu)
| Leto | Moštvo                         | Šasija        | Motor   | 1       | 2       | 3       | 4        | 5       | 6       | 7       | 8       | 9       | 10     | 11      | 12      | 13      | 14      | 15      | 16      | 17  | Prv | Toč |
| ---- | ------------------------------ | ------------- | ------- | ------- | ------- | ------- | -------- | ------- | ------- | ------- | ------- | ------- | ------ | ------- | ------- | ------- | ------- | ------- | ------- | --- | --- | --- |
| 1977 | Penthouse Rizla Racing         | Hesketh 308E  | Ford V8 | ARG     | BRA     | JAR     | ZZDA     | ŠPA Ret | MON 12  | BEL Ret | ŠVE 13  | FRA 10  | VB Ret | NEM Ret | AVT 7   | NIZ Ret | ITA 9   | ZDA 8   | KAN Ret | JAP | -   | 0   |
| 1978 | Team Surtees                   | Surtees TS19  | Ford V8 | ARG Ret | BRA Ret | JAR Ret | ZZDA DNS | MON Ret | BEL DNQ |         |         |         |        |         |         |         |         |         |         |     | -   | 0   |
| 1978 | Team Surtees                   | Surtees TS20  | Ford V8 |         |         |         |          |         |         | ŠPA 11  | ŠVE DNQ | FRA Ret | VB DNQ | NEM DNQ | AVT DNQ | NIZ DNS | ITA     | ZDA     | KAN     |     | -   | 0   |
| 1980 | RAM Penthouse Rizla Racing     | Williams FW07 | Ford V8 | ARG     | BRA     | JAR     | ZZDA     | BEL     | MON     | FRA     | VB 11   | NEM DNQ | AVT 15 | NIZ DNQ | ITA 11  | KAN DNQ | ZDA 9   |         |         |     | -   | 0   |
| 1982 | Rothmans March Grand Prix Team | March 821     | Ford V8 | JAR     | BRA     | ZZDA    | SMR      | BEL     | MON     | VZDA    | KAN     | NIZ     | VB     | FRA     | NEM DNQ | AVT Ret | ŠVI Ret | ITA DNQ | LVE 12  |     | -   | 0   |